# Stryj II
Stryj II (ukr. Стрий II, ros. Стрый II) – rozrządowa stacja kolejowa w miejscowości Stryj, w rejonie stryjskim, w obwodzie lwowskim, na Ukrainie.
Na stacji nie jest prowadzona obsługa pasażerska ani towarowa.